# Амфиуриды
Амфиуриды (лат. Amphiuridae) — семейство иглокожих из отряда Amphilepidida класса офиур.

## Описание
Морские иглокожие. Диск пятиугольный или округлый; плоский (на уровне рук-лучей) или высокий (выше уровня рук). Дорсальный диск без гранул; без первичных пластин или с ними; без шипов; с чешуйками илибез них. Пластина спинного диска без бугорков. Форма лучей неразветвленная; длина около 3-4-кр. диаметра диска или более 4-кр.; покрытие без гранул/шипов/бугорков. Гребни лучей отсутствуют. Дорсальная пластина лучей развита. Дополнительная дорсальная пластина лучей отсутствует. Имеется вентральная пластина руки.
Некоторые виды используются для изучения развития иглокожих (например, Amphipholis kochii и Amphioplus abditus) и биолюминесценции (Amphipholis squamata).
Хотя большинство амфиуридных офиур выбрасывают свои яйца и сперму в море, многие виды этого семейства являются «брудерами» и несут детенышей в специальных сумках. Один вид, Amphiodia akosmos с полуострова Монтерей в Калифорнии, был обнаружен с 11 вынашиваемыми эмбрионами у одной взрослой особи (Hendler and Bundrick, 2001).

## Классификация
Более 400 видов. Это самое большое по числу видов семейство офиур, в основном сосредоточенных в родах Amphiura (более 200 видов), Amphioplus (более 100 видов) и Amphiodia (более 30 видов). Выделяют следующие родовые таксоны:
- Acrocnida Gislén, 1926
- Ailsaria Fell, 1962
- Amphiacantha Matsumoto, 1917
- Amphichilus Matsumoto, 1917
- Amphichondrius Nielsen, 1932
- Amphicontus Hill, 1940
- Amphigyptis Nielsen, 1932
- Amphilimna Verrill, 1899
- Amphilycus Mortensen, 1933
- Amphinephthys Fell,1962
- Amphiocnida
- Amphiodia Verrill, 1899
- Amphiomya H.L. Clark, 1939
- Amphioncus Clark, 1939
- Amphioplus Verrill, 1899
- Amphipholis Ljungman, 1966
- Amphistigma H.L. Clark, 1938
- Amphiura Forbes, 1842
- Ctenamphiura Verrill, 1899
- Diamphiodia Fell, 1962
- Dougalopus A. M. Clark, 1970
- Gymnodia Fell, 1962
- Icalia Fell, 1962
- Microphiopholis Turner, 1985[12]
- Monamphiura Fell 1962
- Monopholis Fell, 1962
- Nannophiura Mortensen, 1933
- Nudamphiura Tommasi, 1965
- Nullamphiura Fell, 1962
- Nullopholis Fell, 1962
- Ophiocnida Lyman, 1865
- Ophiomonas Djakonov, 1952
- Ophionema Lütken, 1869
- Ophionephthys Lütken, 1869
- Ophiophragmus Lyman, 1865
- Ophiostigma Lütken, 1856
- Pandellia Fell, 1962
- Paracrocnida Mortensen, 1940
- Paramphichondrius Guille & Wolff, 1984
- Paramphiura Koehler, 1895
- Silax Fell, 1962
- Triodia A.M. Clark, 1970
- Unioplus Fell, 1962

Ископаемые роды:
- † Deckersamphiura Jagt, 2000
- † Xanthamphiura Hess 1970

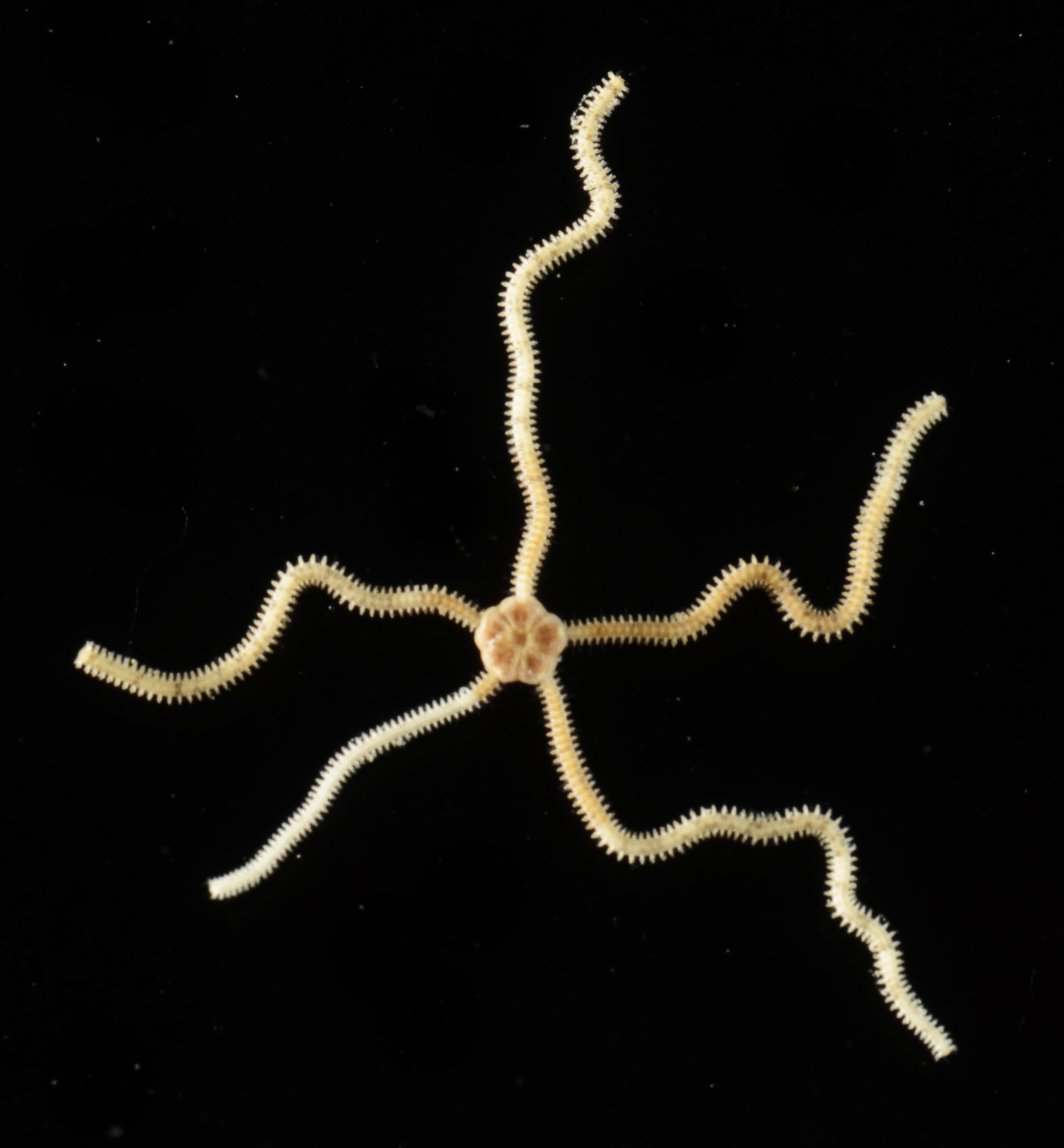
Amphiodia pulchella
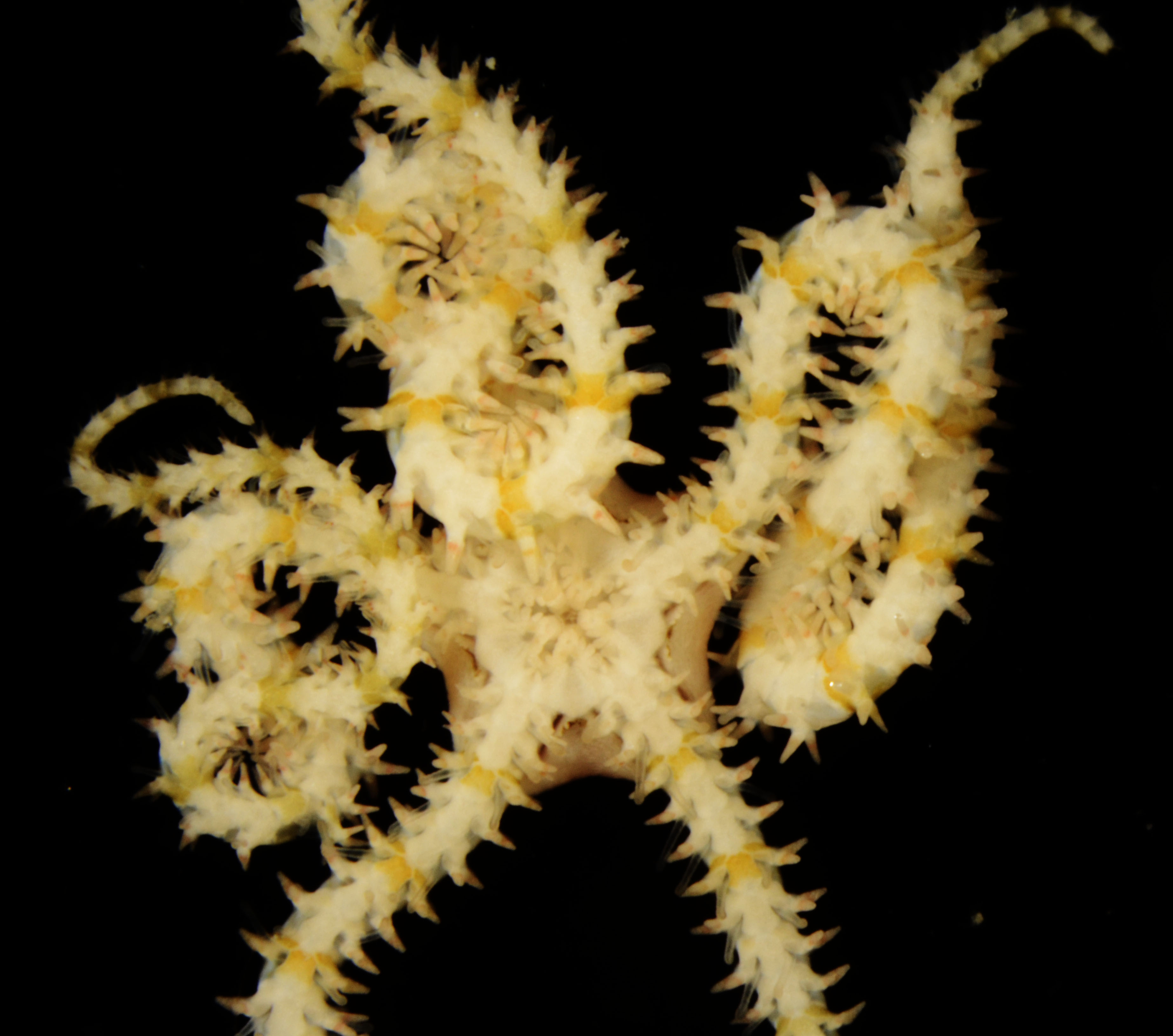
Amphioplus thrombodes
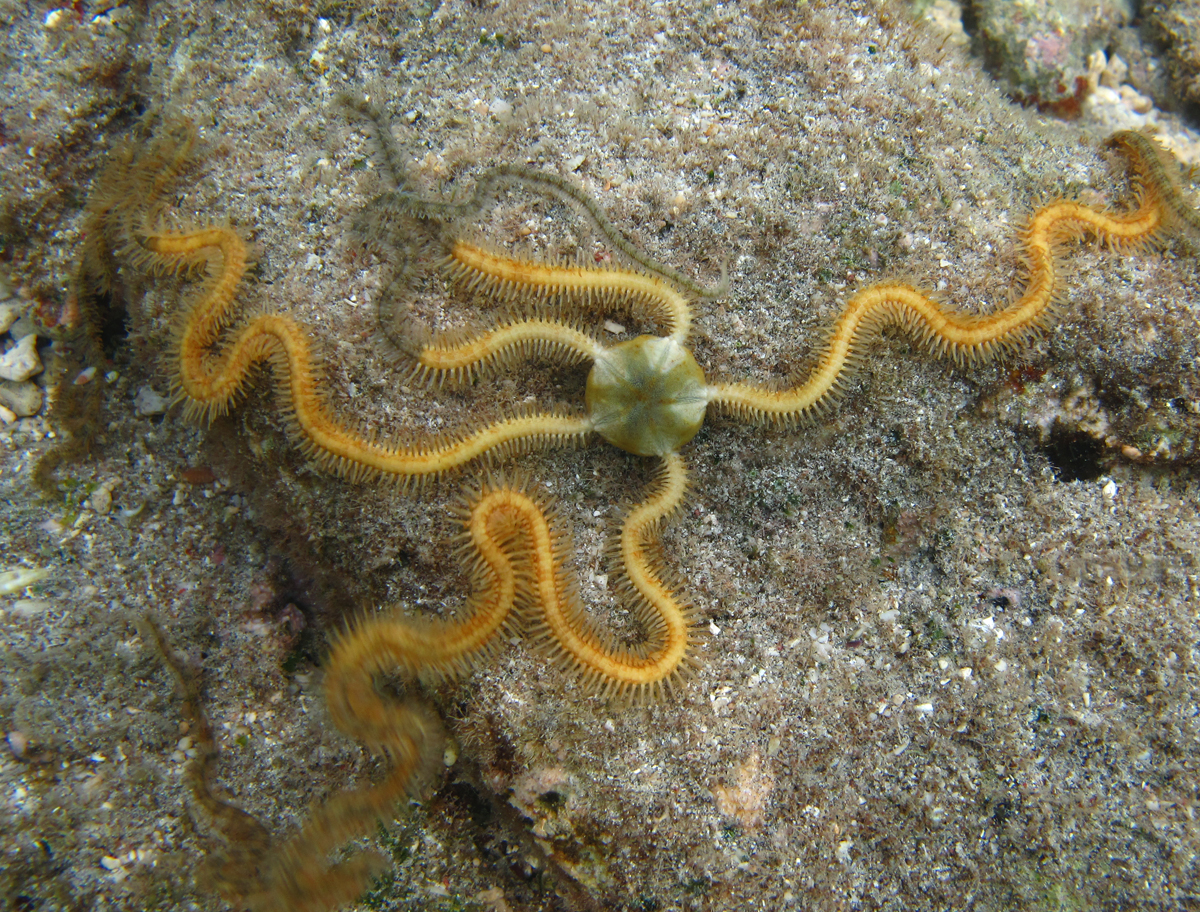
Ophiocentrus aspera
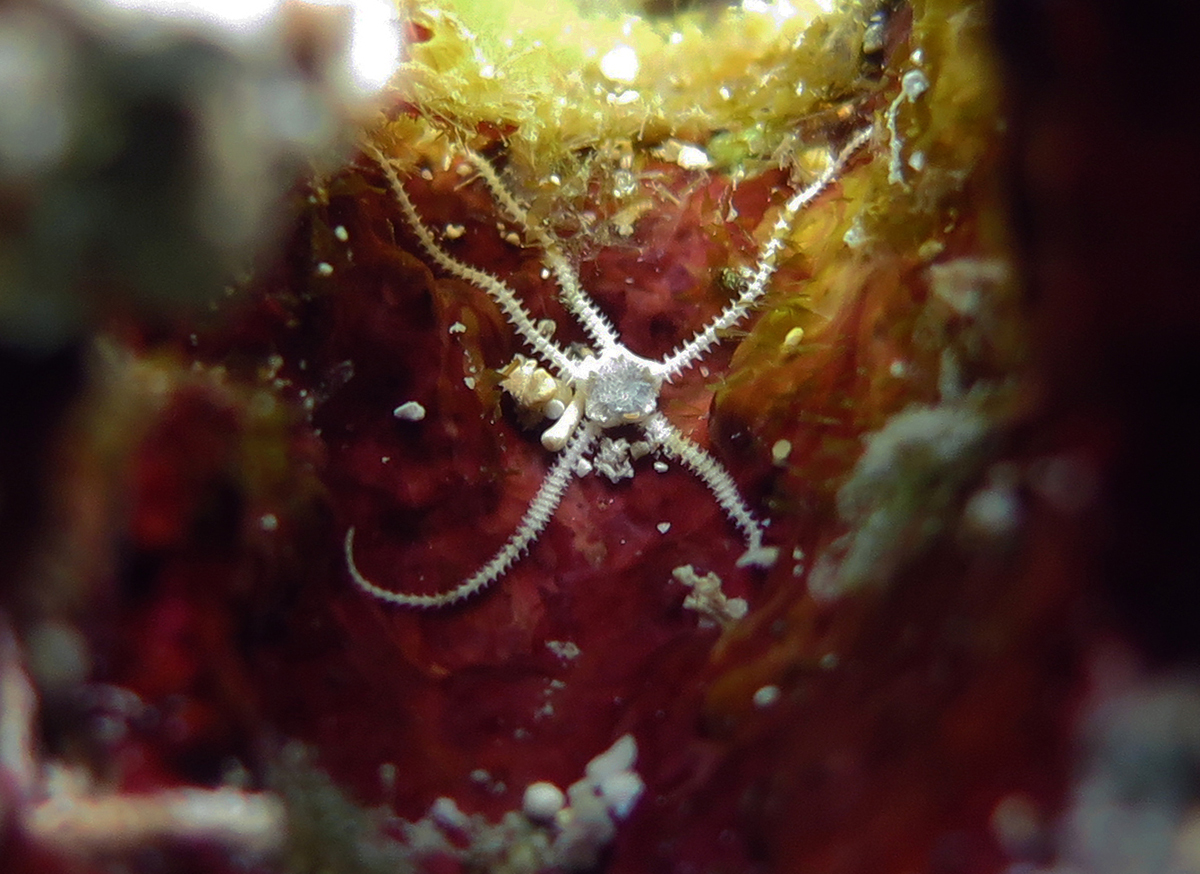
Amphipholis squamata